# Nashra Sandhu
Nashra Sandhu (* 19. November 1997 in Lahore, Pakistan) ist eine pakistanische Cricketspielerin die seit 2017 für die pakistanische Nationalmannschaft spielt.

## Aktive Karriere
Ihr Debüt in der Nationalmannschaft gab sie beim Women’s Cricket World Cup Qualifier 2017, als ihr gegen Südafrika 3 Wickets für 51 Runs gelangen. Daraufhin wurde sie für den Women’s Cricket World Cup 2017 nominiert und erzielte dort gegen Indien 4 Wickets für 26 Runs. Im November 2017 gab sie dann ihr WTwenty20-Debüt bei der Tour gegen Neuseeland. Im März 2018 erreichte sie in Sri Lanka 3 Wickets für 18 Runs in den WODIs. Im Sommer war sie dann Teil der pakistanischen Vertretung beim Women’s Twenty20 Asia Cup 2018 und konnte in allen Spielen jeweils ein Wicket erreichen. Im Oktober 2018 gelangen ihr in der WODI-Serie gegen Australien drei Wickets (3/54). Kurz darauf nahm sie mit dem Team am ICC Women’s World Twenty20 2018 teil und erreichte dort gegen Australien (2/43) und Irland (2/8) jeweils zwei Wickets.
Im Februar 2019 konnte sie gegen die West Indies drei Wickets (3/21) in den WODIs erreichen. Jedoch wurde sie in der Folge nur vereinzelt eingesetzt und nicht für den ICC Women’s T20 World Cup 2020 nominiert. Ab 2021 war sie dann wieder regelmäßiger im Team vertreten und erhielt im Juni einen Vertrag mit dem pakistanischen Verband. Kurz darauf erzielte sie in der WODI-Serie in den West Indies 4 Wickets für 30 Runs. Im März 2022 wurde sie für den Women’s Cricket World Cup 2022 nominiert. Dabei erzielte sie gegen Bangladesch 3 Wickets für 41 Runs. Beim Women’s Twenty20 Asia Cup 2022 im Oktober des Jahres war sie zunächst als Ersatzspielerin geplant, kam jedoch nachdem sich Fatima Sana verletzte ins Team. Dort erreichte sie gegen Indien (3/30) und Sri Lanka (3/17) jeweils drei Wickets. Bei der ODI-Serie gegen Irland im November gelangen ihr dann 3 Wickets für 41 Runs. Beim ICC Women’s T20 World Cup 2023 konnte sie gegen Irland 4 Wickets für 18 Runs erreichen.